# 최명광
최명광(1990년 1월 7일~)은 조선민주주의인민공화국의 알파인 스키 선수이다. 2018년 동계 올림픽에 참가했다.